# Cyrtopodion caspium
Cyrtopodion caspium är en ödleart som beskrevs av  Karl Eichwald 1831. Cyrtopodion caspium ingår i släktet Cyrtopodion och familjen geckoödlor. IUCN kategoriserar arten globalt som livskraftig. Inga underarter finns listade i Catalogue of Life.